# 사우스요크셔주

사우스요크셔주의 위치

사우스요크셔주(South Yorkshire)는 잉글랜드의 주로 주도는 셰필드이며 면적은 1,552km2, 인구는 1,365,847명(2014년 기준), 인구 밀도는 866명/km2이다. 남서쪽과 서쪽으로는 더비셔주, 북서쪽으로는 웨스트요크셔주, 북쪽으로는 노스요크셔주, 북동쪽으로는 이스트라이딩오브요크셔주, 동쪽으로는 링컨셔주, 남동쪽으로는 노팅엄셔주와 접한다.